# Studsgade
Studsgade er en gade i Aarhus, som løber fra nord mod syd fra Nørreport til Klostergade og Graven. Gaden ligger i det historiskeområde Latinerkvarteret. Den har eksisteret i hvert fald siden 1400-tallet, hvor den var kendt som Sturisgade og Stus Gaden, sandsynligvis efter Jep Sture, der havde hus der. Den fik sit nuværende navn i 1796. På gaden ligger fire fredede bygninger.
Nogenlunde på midten af Studsgade ligger den lille plads Rykind, hvorfra den smalle gade Snævringen leder til Mejlgade.

## Historie
Studsgade var den nordlige færdselsåre til byen i middelalderen og ligesom andre veje der gik ind til byen, blev der bygget på den fra et tidligt tidspunkt. I 1400-tallet var det en vigtig gade. Mejlgade blev etableret senere og blev hovedfærdselsåre for trafik fra Grenaa, mens Studsgade blev omlagt mod Randers, så den inkluderede den nordlige del af nutidens Nørreport.
Studsgade har muligvis haft en byport i retning mod Grenaa, men i 1700-tallet var den blevet flyttet til det nuværende Arkitektskolen Aarhus. I 1757 blev der åbnet en ny gade fra Studsgade til Christiansbjerg mod nord, som førte en del trafik fra Munkegade's Port til Studsgade. Den øgede trafik gjorde Studsgade en populær gade blandt købmænd, og der ligger flere tidligere købmandsboliger på gaden i dag.

## Fredede bygninger
Der ligger fire fredede bygninger på Studsgade fra hhv. 1700, 1749, 1842 og 1847, der ligger side om side ved Nørreport. Tre af bygningerne er bindingsværk og den fjerde er en tre-længet bygning i mursten, der tidligere indeholdt en fabrik.

## Galleri
- Studsgade 35 er en af de fire fredede bygninger i gaden.
- Snevringen